# 인간, 개를 만나다
《인간, 개를 만나다》(Man Meets Dog)는 노벨 생리의학상 수상자자이며 오스트리아의 과학자인 콘라트 로렌츠가 1949년에 일반 대중을 위해 쓴 동물학 책이다. 영문판은 1954년, 한국어판 은 2006년에 나왔다.
원래 독일어 제목은 "So Kam der Mensch auf den Hund"인데  "사람에게 어찌 개만 남았는가"라는 뜻이다. 독일어 제목은 '몰락'을 나타내는 독일 속담 "개만 남았네(Auf den Hund Kommen)"가 들어 있는데 아마도 옛날에 경제적으로 어려운 농민들이 가축들을 팔아야만 했고 결국 개만 낳았던 것에서 유래했을 것이다.

## 내용
첫 장 "어떻게 시작되었나"는 인간이 현대의 개를 처음 길들인 장소와 시기에 관한 이론들을 다룬다. 이 책에는 저자가 개들과 함께 경험한 재미있는 일화가 많이 실려 있는데 종종 저자가 직접 그린 간단한 그림도 들어있다. 그리고 마지막 장 "충직한 개의 죽음"에서는 개들의 짧은 수명 때문에 기르던 개가 죽었을 때 주인이 받을 마음의 충격을 극복하는 방법을 제시한다.  
로렌츠에게는 보통 여러 마리의 개와 다른 많은 동물들이 있었고 비엔나 근처 그의 집에서 함께 살았다. 고양이와 새의 행동에 대한 통찰력도 많이 있지만 당연히 개들의 행동에 초점이 맞춰져 있다.

다니엘 핑크워터(Daniel Pinkwater)는 <유콘에 있는 보리스 삼촌과 털북숭이 개 이야기>에서 <인간, 개를 만나다>를 재미있게 언급하고 있다.
<인간, 개를 만나다>를 읽었을 때 나는 콘라트 로렌츠가 먹은 독일 김치 사우어크라우트속의 캐러웨이(caraway) 씨앗이 발효되어 그의 뇌를 혼란에 빠뜨렸는지 의심하였다. 그는 개의 종족이 다음과 같이 두 가지라는 이론을 내세웠다. 즉 보통 개 및 고상한 개. 농담이 아니다... 그리고 만약 콘라트가 늑대 또는 늑대 특성이 강한 개와 살았더라면 그는 위엄있고 용감한 개와 완전히 어리석은 개의 비율이 1 대 20 정도라는 것을 알아차렸을 것이다. 모든 개들은 다 그렇다... 인간도 마찬가지.

자칼에서 유래한 개와 늑대에서 유래한 개는 다른 성격을 보여준다고 한다. 자칼에서 유래한 개는 어미 개에게 충성을 바치는데 다 커서도 어린 강아지와 같은 행동을 보인다. 주인에게 의존적이며 행동을 주인위주로 맞춘다. 주인 아닌 낯선 사람에게도 상냥하다. 늑대에서 유래한 개는 독립심이 강하며 무리의 우두머리에게 충성을 바친다. 어릴 때는 주인의 지시에 잘 따르지만 커서는 자신의 행동방식을 고집한다. 어릴 때 정해진 주인에게 충성하며 커서 정해진 주인은 따르지 않는다. 대표적으로 토르프 스피츠, 셰퍼드, 도베르만 핀셔, 자이언트 슈나우저는 자칼 쪽에 가깝고, 에스키모 개, 인도 개, 사모예드, 러시안 라즈카, 차우차우는 늑대 쪽에 가깝다. 그렇지만 품종 개량을 하면서 개의 유래에 따른 성질을 잃고 점차 개성이 없어지고 있다고 한다.

### 작품속 문장들
- 꼬리의 위치는 마치 계기판의 바늘처럼 개가 어느 정도 용기를 가지고 있는지 보여 줄 수 있다. (69쪽)
- 품위와 체면을 지키고 싶은 욕구는 특별히 인간에게만 있는 것이 아니라 영혼을 지닌 모든 동물의 본능에 깊이 뿌리내려 있다. (71쪽)
- 개의 풍습 중에는 기록에는 남아있지 않지만 태곳적부터 중추 신경의 유전자 속에 각인되어 있는 법칙이 몇 개 있는데, 그중에서 특히 맘에 드는 것은 여자와 아이들, 그러니까 암컷들과 새끼들에게 매우 깍듯하게 대한다는 것이다. (83쪽)
- 어떤 경우든지 간에 개를 키우는 것이 개를 키우지 않는 것보다는 훨씬 낫다. (115쪽)
- 동물들은 서로 상대가 자신을 똑바로 쳐다보면 적대적인 감정을 갖고 위협하고 있다고 느낀다. (171쪽)
- 서로 다른 종 사이에서 우정이 싹트는 게 매우 드문 이유는 대체로 '언어 소통이 곤란하기' 때문이다. (175쪽)
- 주인의 가장 깊은 상태까지 '이해하는' 능력의 면을 보자면 길들여진 자칼 혈통의 개가 늑대 혈통의 개들보다 훨씬 더 뛰어나다는 것을 인정하지 않을 수 없다. (205-206쪽)
- 인식의 나무의 열매를 따 먹음으로써 확실히 인간은 동물적이고 본능에 따라 살 수 있었던 낙원을 떠나 이미 정해진 좁은 생활공간으로 가야만 했다. 그러나 동시에 인식의 열매의 도움으로 인간의 생활공간을 드넓은 세계로 확장하는 것도 가능하게 되었고 자기 자신에 대해 의문을 제기하는 것도 가능하게 되었다. (245쪽)
- 키우던 개가 죽은 후 얼마 지나지 않아 같은 품종의 강아지를 데려다 키워 보면 대부분의 경우 우리의 삶과 가슴에 생긴 슬픈 빈 공간이 서서히 차오르는 것을 느끼게 될 것이다. 오랜 벗과 헤어지면서 남겨진 그 빈 공간이 채워지는 것이다. (264쪽)

## 참고 문헌
1. ↑  인간, 개를 만나다, 콘라트 로렌츠 지음, 구연정 올김 (사이언스북스, 2006), ISBN 9788983711762. 콘라트 로렌츠 책에서 많은 부분을 빼고 번역하였으며 잘못 번역한 부분도 많다.
2. ↑  Pinkwater, D. (2001) Uncle Boris in the Yukon and other shaggy dog stories. New York: Simon & Schuster ISBN 0-684-85632-8